# Åke Wahlgren (militär)
Åke Wahlgren, född den 13 september 1910 i Stockholm, död den 9 december 1993 i Collioure, Frankrike, var en svensk militär.
Wahlgren blev fänrik 1934, löjtnant vid Smålands arméartilleriregemente 1938 och kapten där 1942, vid Generalstabskåren 1946,. Han genomgick Krigshögskolan 1942–1944 och var lärare vid Artilleri- och ingenjörhögskolan 1946–1951. Wahlgren befordrades till major 1953, till överstelöjtnant 1957 och till överste vid Svea artilleriregemente 1961. Han var försvarsattaché i Washington 1961–1966 och befälhavare i Kristianstads försvarsområde 1966–1970. Wahlgren blev riddare av Svärdsorden 1953, kommendör av samma orden 1966 och kommendör av första klassen 1969.